# Frédéric Jalton
Frédéric Jalton, né le 21 février 1924 aux Abymes et mort le 19 novembre 1995) dans la même ville, est un homme politique français originaire de la Guadeloupe.

## Biographie
Né le  21 février 1924 aux Abymes, en Guadeloupe, Frédéric Jalton est le dernier d'une fratrie de dix enfants, dont les parents sont agriculteurs de condition modeste. Après l'obtention du baccalauréat, il suit les cours de la faculté de médecine de Montpellier avant de s'installer comme médecin en 1952 dans sa ville natale. En 1956, il fait partie des créateurs de la fédération guadeloupéenne du Parti socialiste.
En 1964, il est élu conseiller général, mais l'année suivante il est battu lors des élections municipales des Abymes. Celles-ci sont annulées par le Conseil d'État et il est élu en 1967. En 1973, il accède au mandat de député - mais sera battu en 1978 par la rumeur selon laquelle les socialistes étaient pour l'autonomie. Il devient alors député européen de 1980 à 1981, date à laquelle il démissionne pour siéger au Palais Bourbon où il vient d'être réélu. Il sera le seul député socialiste à voter contre l'article premier du projet de loi abolissant la peine de mort le  18 septembre 1981. Il siégera comme député jusqu'à sa mort, soit un total de 28 ans.
Affaibli par un cancer de la prostate diagnostiqué en 1986, il perd les élections municipales en 1995 avant de mourir en novembre de la même année. Patrice Tirolien le remplace à l'Assemblée nationale. Puis après Daniel Marsin élu en 1997, son fils Éric, déjà maire des Abymes, est élu député en 2002 et reprend le siège de son père. De sa femme Mona, épousée en 1958, il a eu trois enfants dont l'un, aussi prénommé Frédéric, est architecte.

## Sources
- Site de l'Assemblée nationale